# Crépuscule d’épouvante
Crépuscule d'épouvante est un film muet français réalisé en 1921 par Henri Étiévant.

## Synopsis
Parce qu'il a tué sa femme et tenté de la voler, Michel Servan donne à son associé Paul Fortin, dix ans à vivre dans le remords, après quoi il fera justice. Le délai s'écoule, il se présente devant son ex-associé qui entre-temps s'était marié et était père d'un garçonnet. Amené à sauver l'épouse de celui-ci des griffes d'un entreprenant séducteur, il finira par pardonner, sans toutefois oublier.

## Fiche technique
- Réalisation : Henri Étiévant
- Scénario : Julien Duvivier
- Société de production : Aigle Film
- Société de distribution : Pathé Consortium Cinéma
- Format : Noir et blanc - Muet - 1,33:1 - 35 mm
- Métrage : 1.360m
- Première présentation : 
  -  France - 22 juillet 1921

## Distribution
- Jeanne Desclos-Guitry : Claire Fortin
- Victor Francen : Paul Fortin
- Charles Vanel : Michel Servan
- Jean-Paul de Baëre : Zwersky
- Jane Maguenat : Mme Brohan
- Angèle Decori